# أندريا ماريتش
أندريا ماريتش (بالكرواتية: Andrea Marić) مواليد 6 أكتوبر 1997 في البوسنة والهرسك، هي لاعبة كرة سلة كرواتية. وتحمل الرقم 15. لعبت مع نادي نوفي زغرب لكرة السلة في الدوري الكرواتي لكرة السلة للسيدات.

## روابط خارجية
- أندريا ماريتش على موقع كرة السلة الأوروبية.كوم (الإنجليزية)